# ژرار ارناندس
ژرار اِرناندس (فرانسوی: Gérard Hernandez‎؛ زادهٔ ۲۰ ژانویهٔ ۱۹۳۳) بازیگر و صداپیشه اسپانیایی‌الاصل اهل فرانسه است. وی از سال ۱۹۵۵ میلادی تاکنون مشغول فعالیت بوده‌است.
از فیلم‌ها یا برنامه‌های تلویزیونی که وی در آن نقش داشته‌است، می‌توان به سیاره شگفت‌انگیز، تن‌تن و معبد خورشید، حفره، مغز و بابی دیرفیلد اشاره کرد.